# حازم نسيبة
حازم زكي نسيبة (ولد في 6 مايو 1922 - توفي في 10 أبريل 2022) هو سياسي أردني من أصل فلسطيني من عائلة نسيبة. أثناء حياته المهنية في الإدارة الأردنية، شغل مناصب عديدة كوزير للعلاقات الخارجية وسفير في مصر ومندوب الأردن الدائم لدى الأمم المتحدة. ويعتبر أحد أهم منظّري القومية العربية.

## حياته
ولد حازم نسيبة عام 1922 في القدس إبّان الانتداب البريطاني على فلسطين. تلقّى تعليمه الثانوي في كلية فيكتوريا في مصر بين عامي 1936 و1940. بدأ دراسته الجامعية في الجامعة الأميركية في بيروت، وحصل منها على البكالوريوس في العلوم السياسية عام 1943. درس بعدها القانون في معهد الحقوق الفلسطيني في القدس بين عامي 1943 و1948. كتب في مجلة الذخيرة وصحيفة المنتدى وغيرها، وأصبح مذيعاً ورئيس تحرير أخبار في إدارة خدمات الإذاعة الفلسطينية، حيث نقل أخبار مذبحة دير ياسين، يقال بأن الزعيم الفلسطيني حسين الخالدي طلب منه تلفيق القصص حول المجزرة، حيث أفاد نسيبة في برنامج وثائقي لبي بي سي بأن افتعال القصص كان من أكبر الأخطاء حيث أدّت إلى فرار الفلسطينيين إلى الخارج. تابع دراسته في الخارج مرة أخرى، حيث درس في كلية وودرو ويلسون للشؤون العامة والدولية في جامعة برنستون في نيوجيرسي. وحصل منها على شهادة الماجستير في الشؤون العامة عام 1952. وحصل على شهادة ماجستير أخرى من قسم السياسة عام 1953 وعلى درجة الدكتوراة عام 1954.